# Ben B. Black
Ben B. Black (* 1963 in Oberschwaben) ist ein deutscher Science-Fiction-Autor.
Ben B. Black machte nach dem Abitur eine Ausbildung zum Informationselektroniker, der später ein Ingenieurs-Studium folgte. Seit 2011 ist er Mitglied im Autoren-Team der Science-Fiction-Serie Ren Dhark, und seit 2012 Mitglied im Autoren-Team der Dark-Fantasy-Serie Armageddon, die Suche nach Eden. Seit 2013 schreibt er an der Jugend-Fantasy-Serie Die Schrecken von Sahlburg mit, deren erster Band im April 2014 erschienen ist. Seit 2014 betätigt er sich als Herausgeber und Exposé-Autor von Ren Dhark.

## Werke

### Die Schrecken von Sahlburg
- Band 2 – Stundendieb (2014)

### Ren Dhark
- Weg ins Weltall, Band 48 – Die Stunde der Synties (2014)
- Weg ins Weltall, Band 46 – Geheimsache Schweres Wasser (2014)
- Unitall Band 23 – Herrschaft des Wahnsinns (2013)
- Weg ins Weltall, Band 43 – Tödliche Flut (2013)
- Weg ins Weltall, Band 40 – Spiegel des Todes (2013)
- Weg ins Weltall, Band 38 – Hyperraum nicht zugänglich (2012)
- Weg ins Weltall, Band 36 – Die Welt zerreißt (2012)
- Weg ins Weltall, Band 33 – Die Herren des Universums (2011)
- Weg ins Weltall, Band 32 – Sternengefängnis Orn (2011)
- Weg ins Weltall, Band 31 – Jagd auf die POINT OF (2011)
- Weg ins Weltall, Band 30 – Priester des Bösen (2011)
- Weg ins Weltall, Band 29 – Tödliche Rückkopplung (2011)
- Sternendschungel Galaxis, Band 53 – Geheimwaffe Kurnuk (2011)
- Sternendschungel Galaxis, Band 52 – Das Weltuntergangsprogramm (2011)

### Nation-Z
- Band 2 – Die Schlacht um Köln (2014)

### Armageddon, die Suche nach Eden
- Band 11 – Exodus (2013)
- Band 9 – Odyssee (2013)
- Band 5 – Herbst (2012)
- Band 3 – Verlorene Hoffnung (2012)

### Romane
- Spuk auf der Baustelle (2013)
- Kara und die Macht der Schergen (2012)